# Aphthona gomerensis
Aphthona gomerensis is een keversoort uit de familie bladkevers (Chrysomelidae). De wetenschappelijke naam van de soort werd in 1979 gepubliceerd door Gruev & Petitpierre.